# Подлесье (Волынская область)
Подлесье (укр. Підлі́сся) — село в Ровненской сельской общине Ковельского района Волынской области Украины.
До 2020 года входило в Любомльский район.
Код КОАТУУ — 0723381004. Население по переписи 2001 года составляет 120 человек. Почтовый индекс — 44330. Телефонный код — 3377. Занимает площадь 0,43 км².